# طوقان الجبل رمادي الصدر

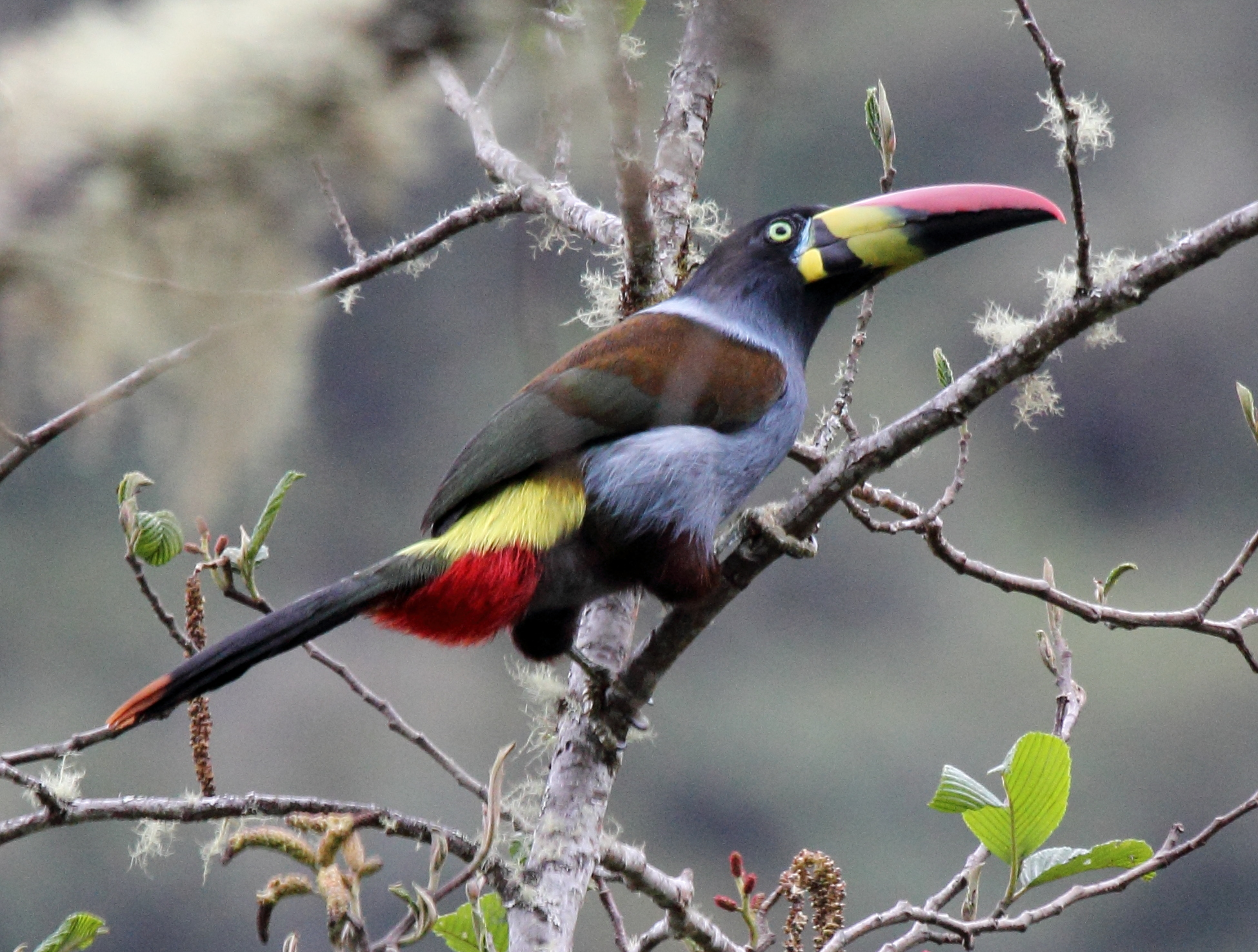
Peru, 2013

طوقان الجبل رمادي الصدر (الاسم العلمي:Andigena hypoglauca) (بالإنجليزية: Grey-breasted Mountain Toucan)‏ هو نوع من الطيور يتبع جنس طوقان الجبل من الفصيلة الطوقانية.